# Okręg Lwów Narodowych Sił Zbrojnych
Okręg XIV Lwowski Narodowych Sił Zbrojnych – jeden z okręgów w strukturze organizacyjnej Narodowych Sił Zbrojnych. Okręg przestał istnieć z chwilą zajęcia Lwowa przez Armię Czerwoną. Po reorganizacji NSZ w kwietniu 1945, numer XIV przejął Okręg Lubelski NSZ kpt. Anioła Kazimierza Kozłowskiego "Powrona".
Organem prasowym okręgu był Szaniec Kresowy.

## Komendanci
- Adolf Bańka ps. "Tatrzański",
- "Ryszard Brzostowski" (do kwietnia 1943, kiedy większość Okręgu podporządkowała się operacyjnie lokalnym strukturom ZWZ-AK),
- mjr/ppłk NSZ Adam Niedzielski ps. "Zbigniew Zbrowski",
- por./mjr NSZ Wojciech Stefankiewicz ps. "Gromski".